# Ava (Nueva York)
Ava es un pueblo ubicado en el condado de Oneida en el estado estadounidense de Nueva York. En el año 2000 tenía una población de 725 habitantes y una densidad poblacional de 7 personas por km².

## Geografía
Ava se encuentra ubicado en las coordenadas 43°24′59″N 75°27′43″O / 43.41639, -75.46194.

## Demografía
Según la Oficina del Censo en 2000 los ingresos medios por hogar en la localidad eran de $31 750 y los ingresos medios por familia eran $40 000. Los hombres tenían unos ingresos medios de $28 750 frente a los $27 500 para las mujeres. La renta per cápita para la localidad era de $13 406. Alrededor del 20.1% de la población estaban por debajo del umbral de pobreza.